# Proceroplatus terenoi
Proceroplatus terenoi är en tvåvingeart som beskrevs av Lane 1950. Proceroplatus terenoi ingår i släktet Proceroplatus och familjen platthornsmyggor. Inga underarter finns listade i Catalogue of Life.